# Chrysolina turca
Chrysolina turca es un insecto coleóptero de la familia Chrysomelidae.
Fue descrita científicamente en 1865 por Fairmaire.